# تویوتا سی-اچ‌آر
تویوتا سی-اچ‌آر یک کراس اوور ساب کامپکت تولید شده توسط تویوتا است. توسعه این خودرو در سال ۲۰۱۳ به رهبری هیرویوکی کوبا، مهندس ارشد تویوتا آغاز شد. نسخه تولیدی سی-اچ‌آر درنمایشگاه خودروی ژنو مارس ۲۰۱۶ رونمایی شد و تولید آن در نوامبر ۲۰۱۶ آغاز شد. در ۱۴ دسامبر ۲۰۱۶ در ژاپن راه‌اندازی شد. در اوایل سال ۲۰۱۷ در اروپا، استرالیا، آفریقای جنوبی و آمریکای شمالی و در سال ۲۰۱۸ در آسیای جنوب شرقی، چین و تایوان به فروش رسید.

## فیس‌لیفت
فیس‌لیفت شده سی-اچ‌آر در سال ۲۰۱۹ در اروپا، استرالیا و آمریکا شمالی رونمایی شد. نمای بیرونی بروز شده و سی-اچ‌آر رنگ‌های جدید را دریافت کرد. نسخه‌های که دارای آپشن‌های اندروید اتو و اپل کارپلی به‌صورت استاندارد هستند، به‌طور کلی قیمت بالاتری دارند.

## نگارخانه
تصاویری از تویوتا سی-اچ‌آر

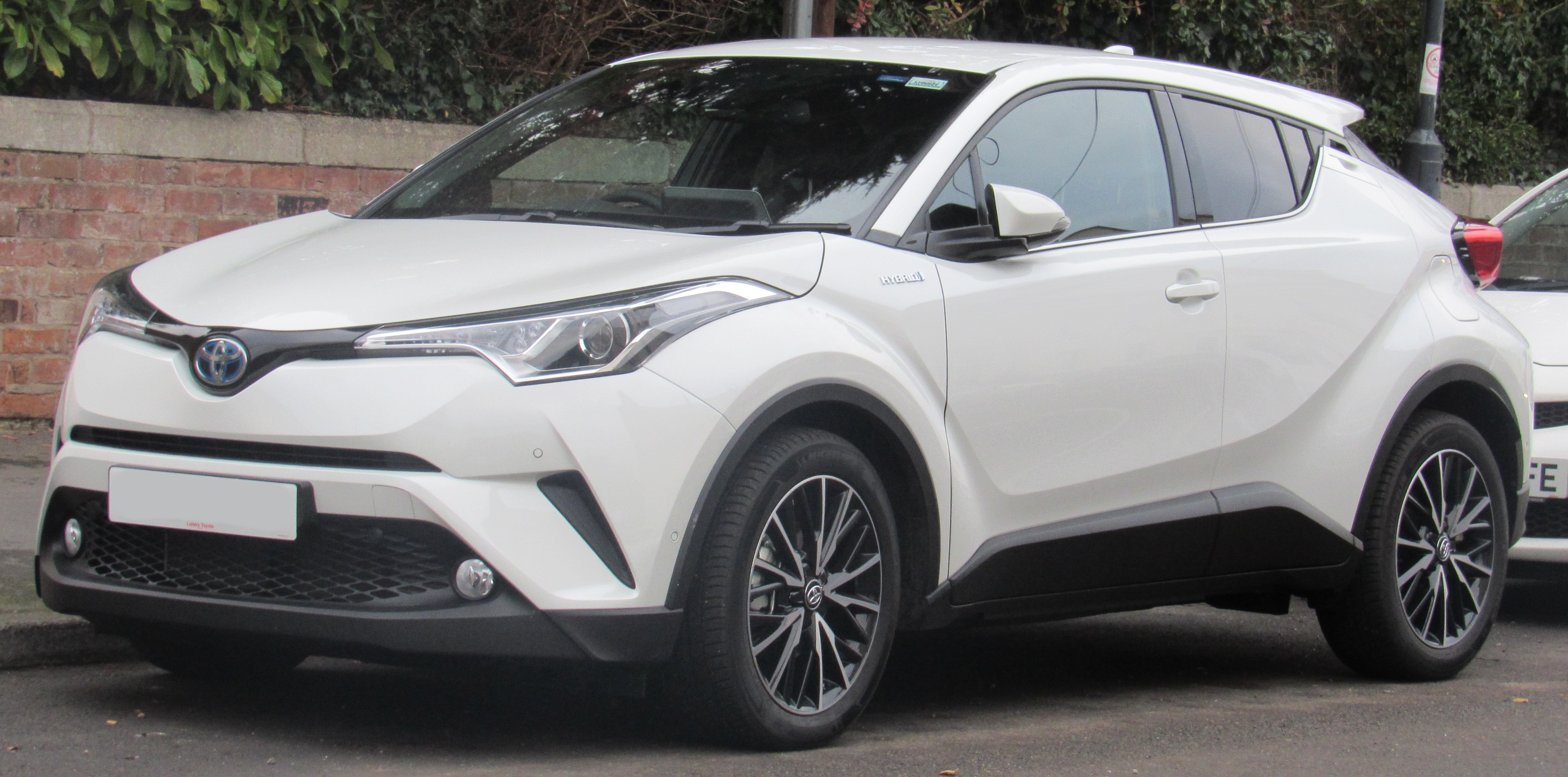
سی-اچ‌آر هیبریدی ۲۰۱۷ (انگلستان)
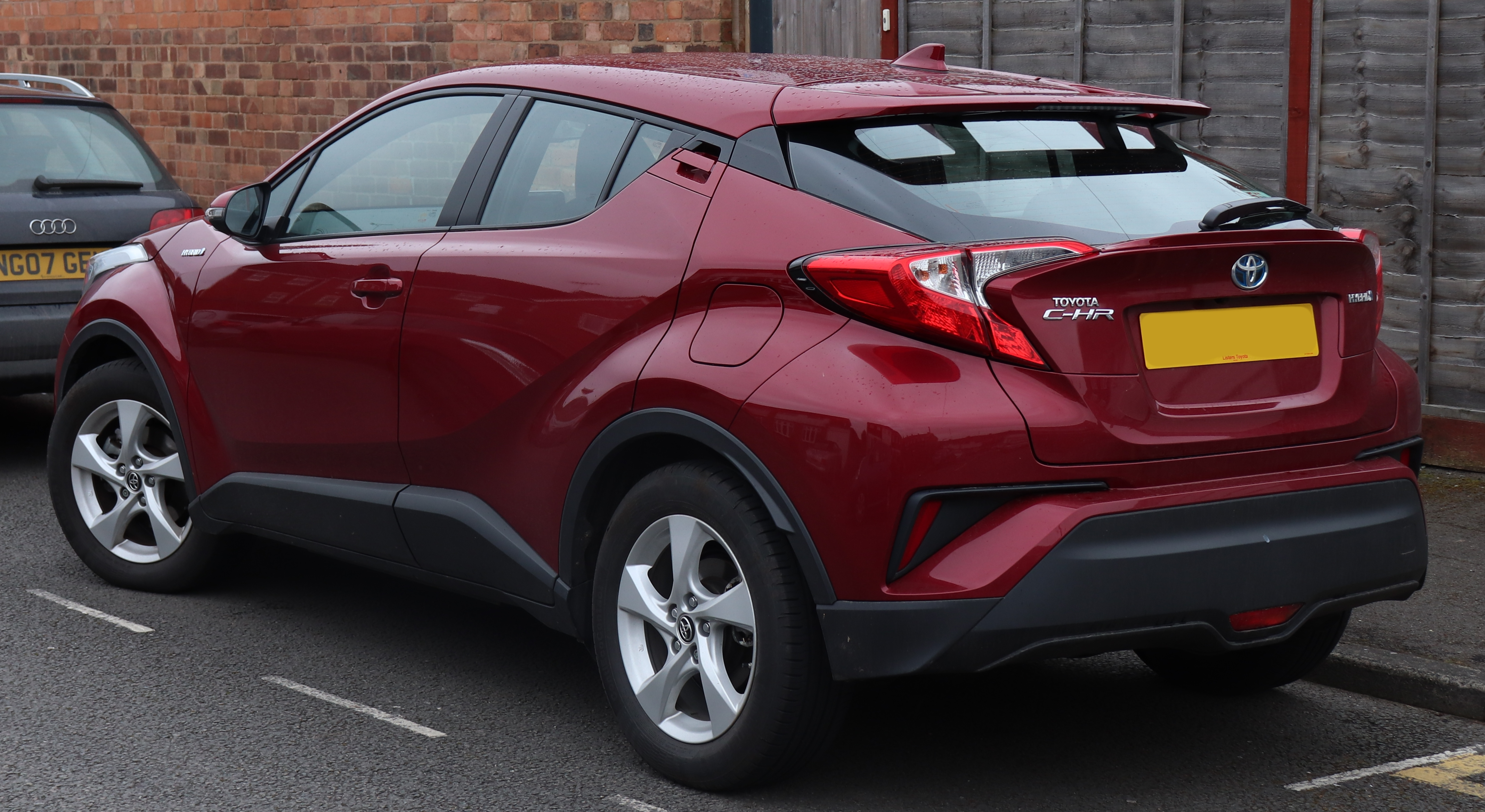
سی-اچ‌آر هیبریدی ۲۰۱۷ (انگلستان)
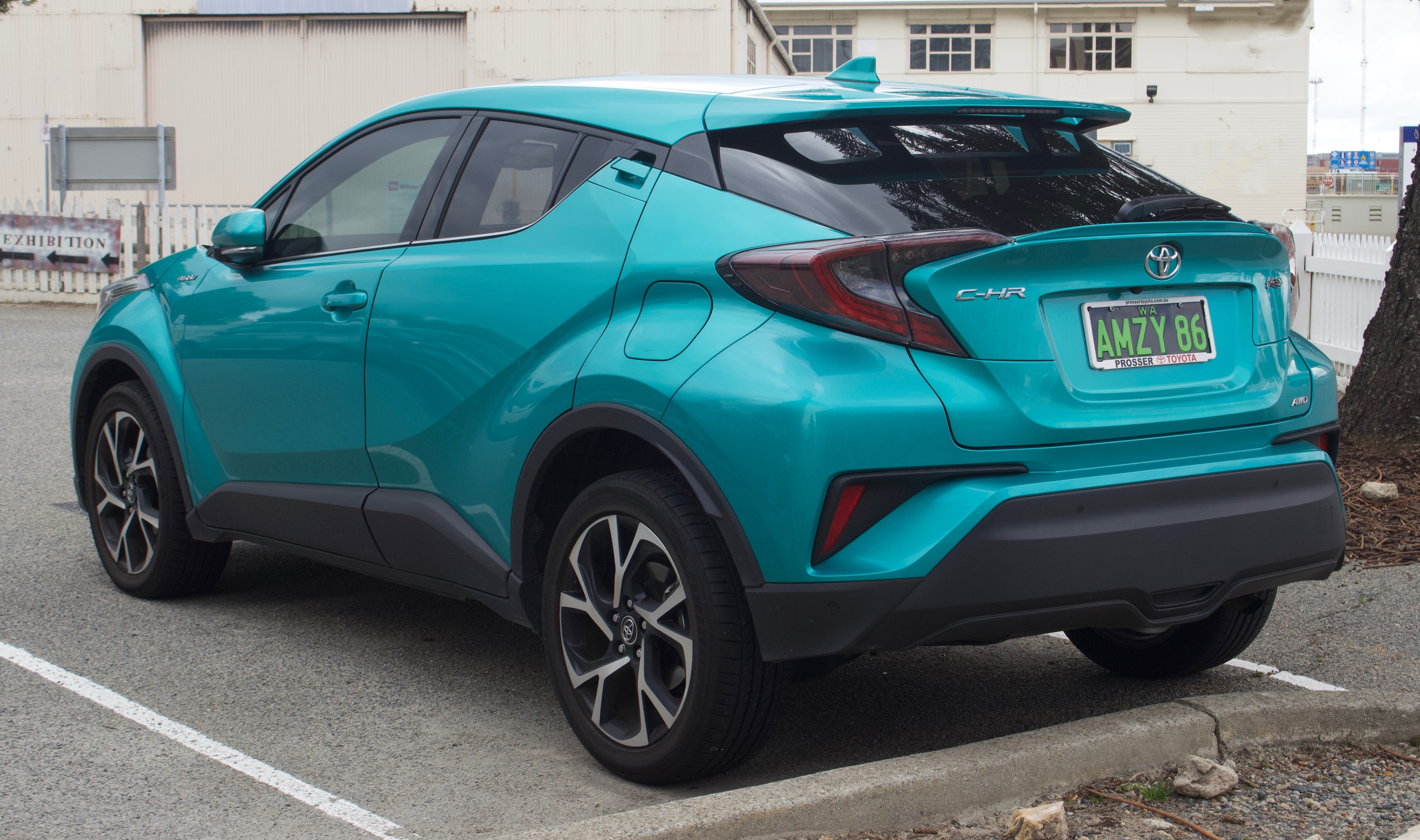
سی-اچ‌آر دو محوره ۲۰۱۸ (استرالیا)
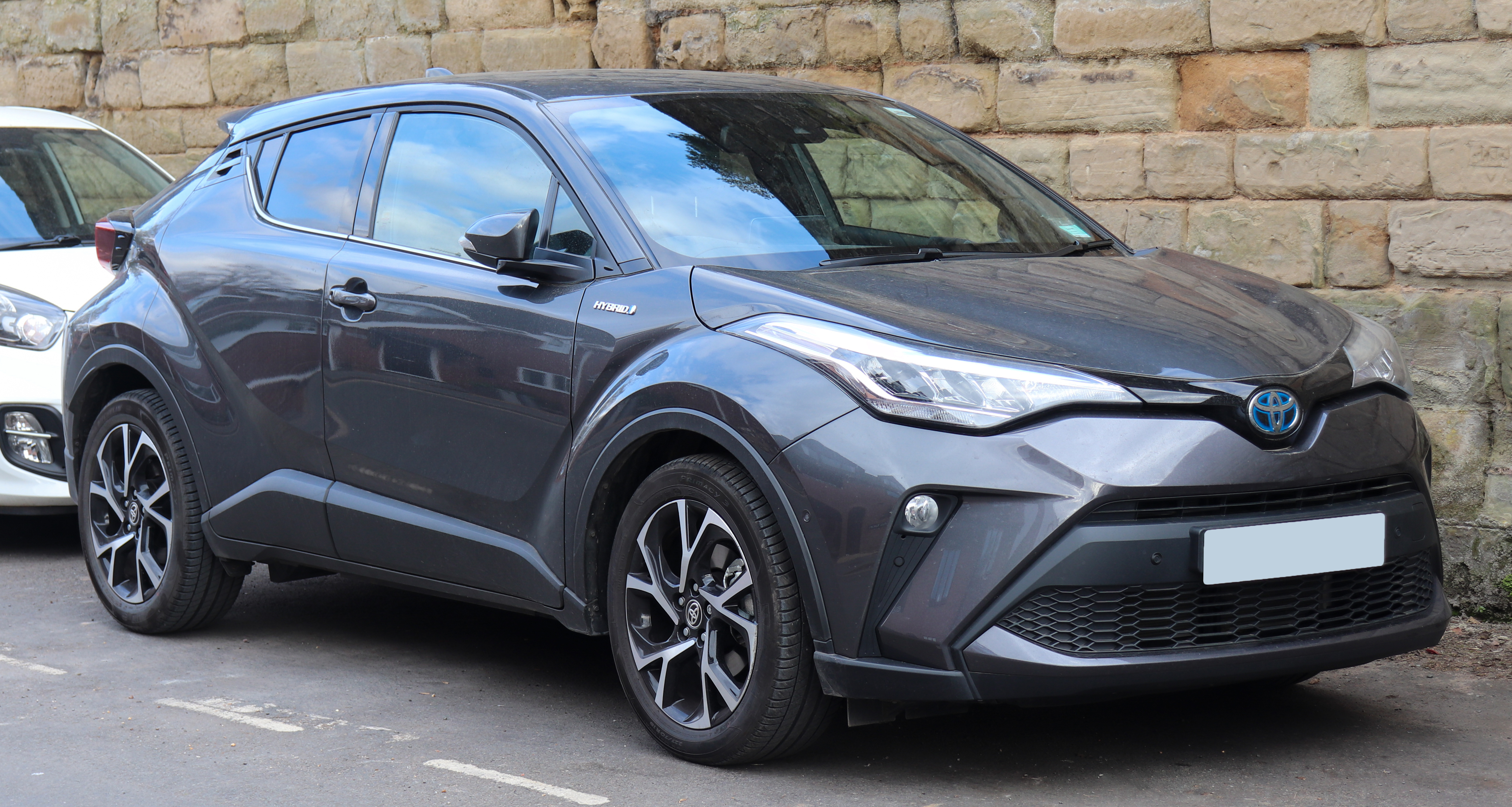
سی-اچ‌آر هیبریدی ۲۰۲۰ (MAXH10؛ فیس‌لیفت، انگلستان)
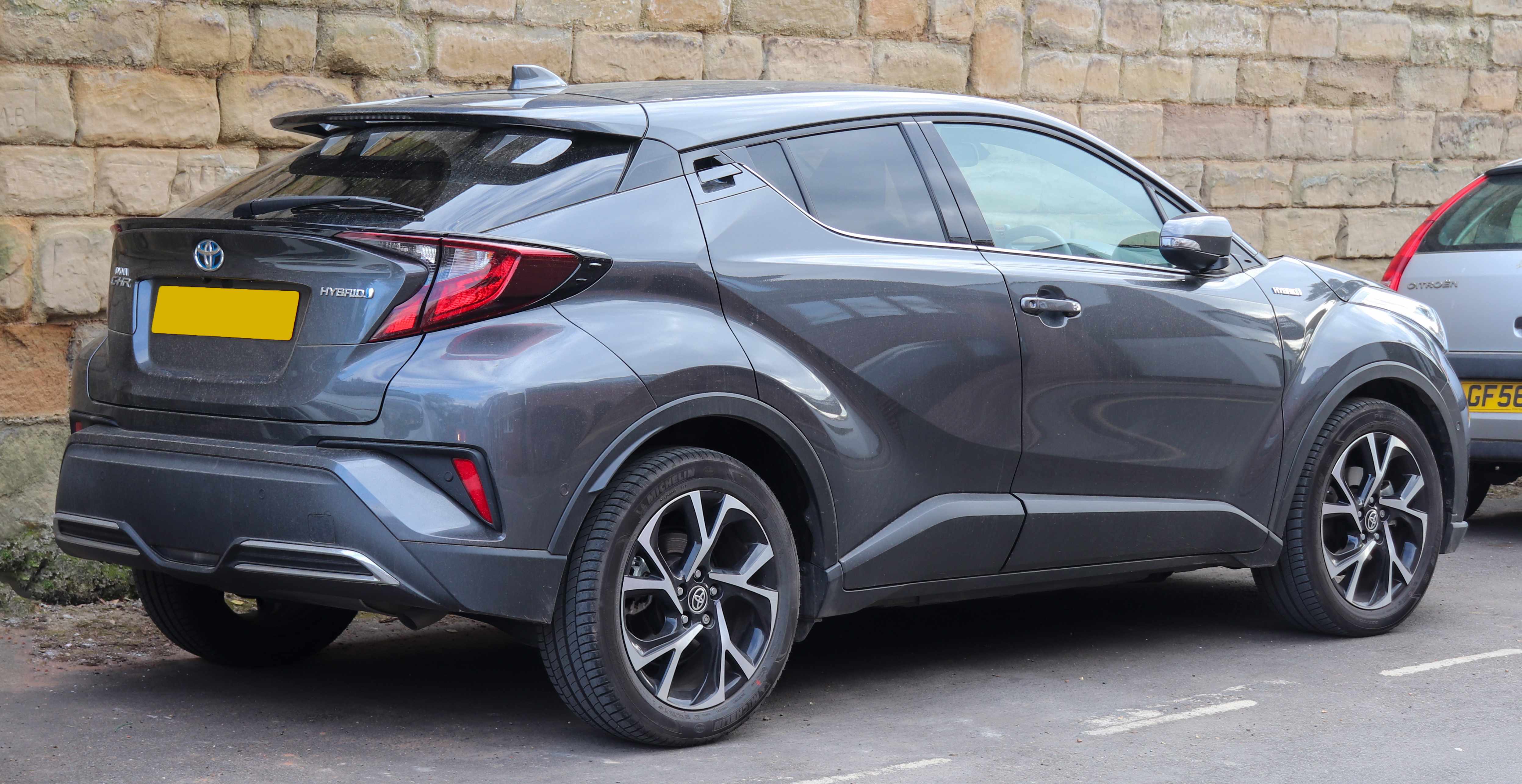
سی-اچ‌آر هیبریدی ۲۰۲۰ (MAXH10؛ فیس‌لیفت، انگلستان)
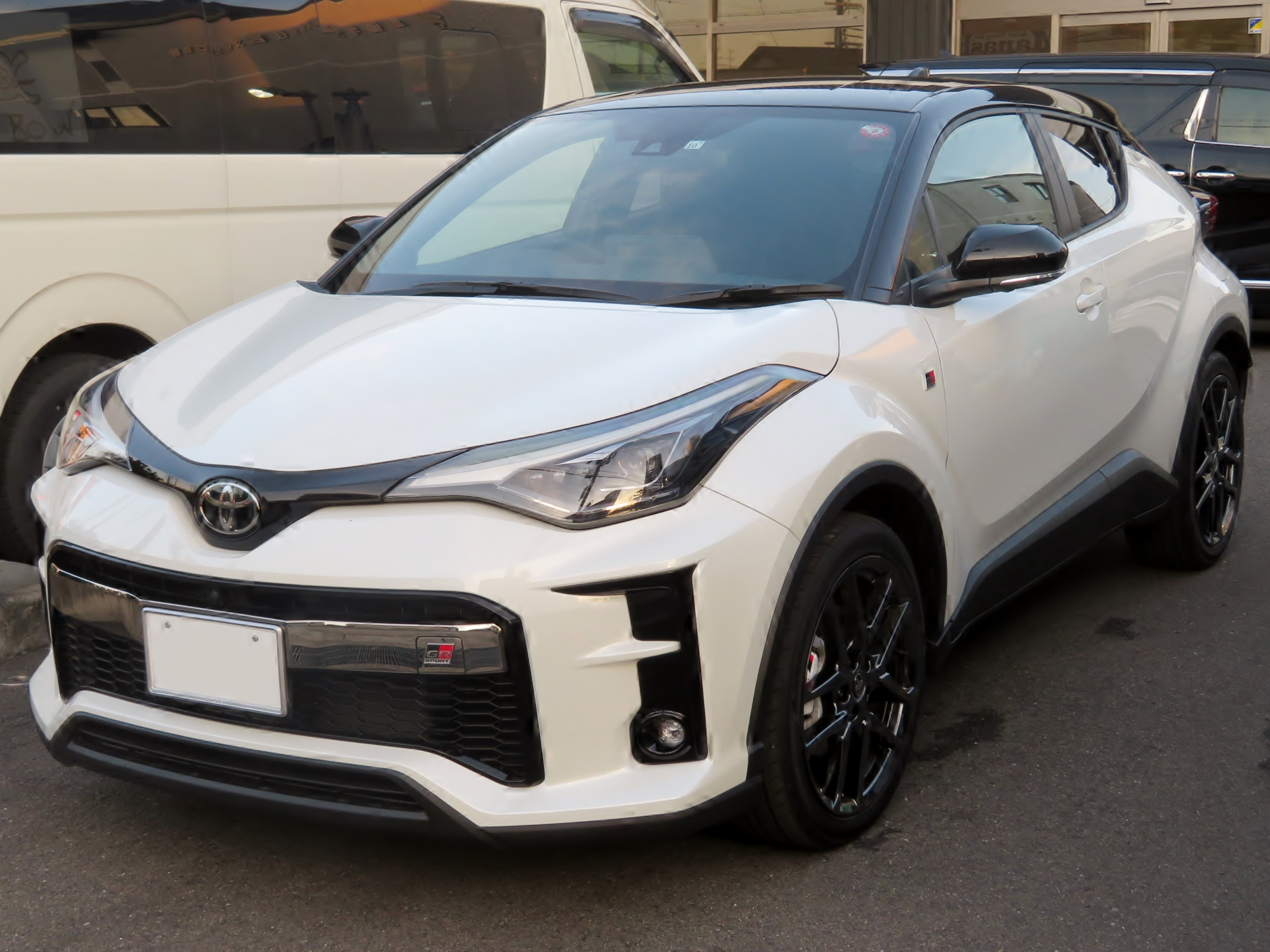
سی-اچ‌آر جی‌آر اسپورت ۲۰۲۰ (NGX10، ژاپن)
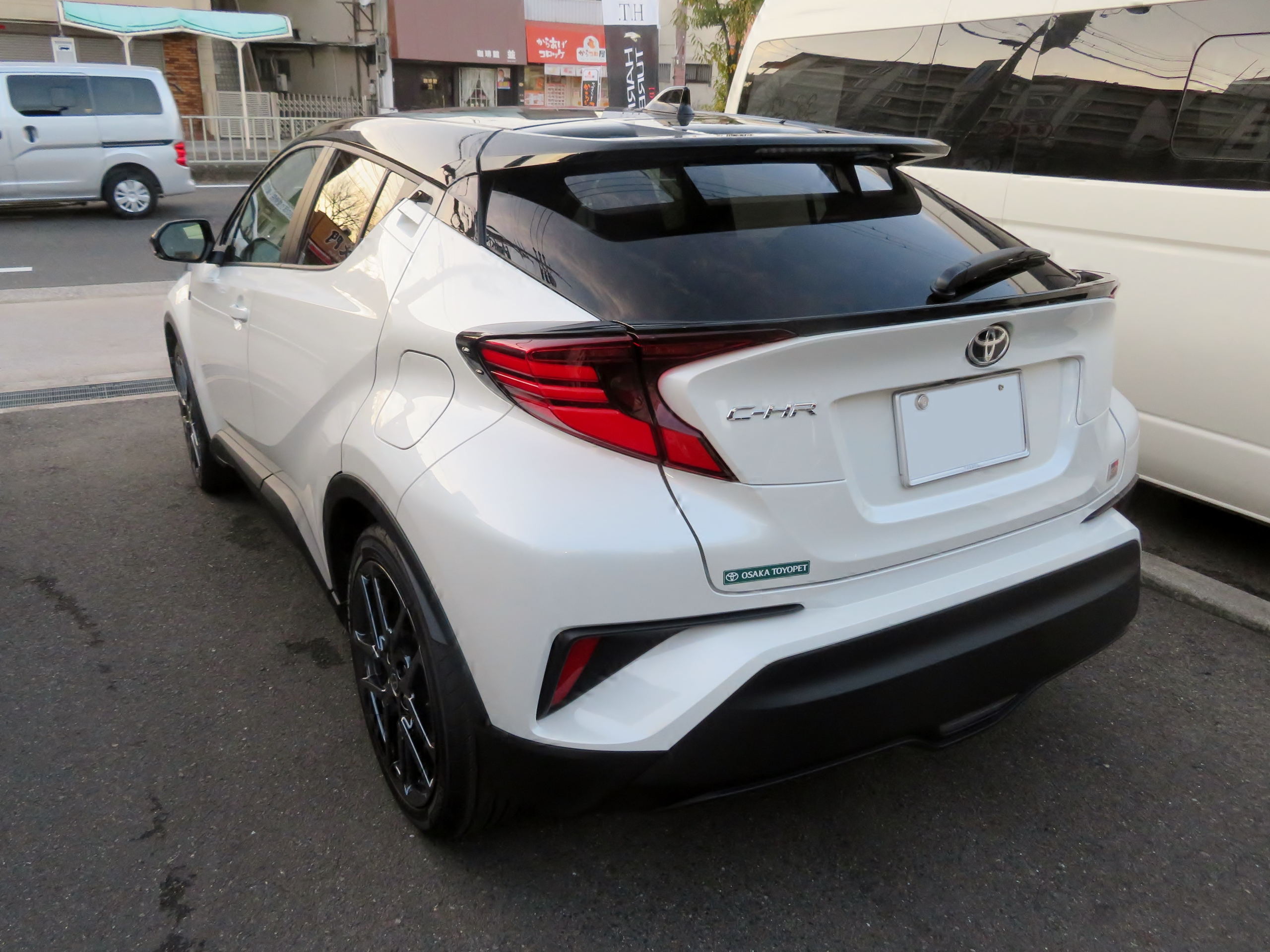
2020 C-HR ST GR Sport (NGX10، ژاپن)
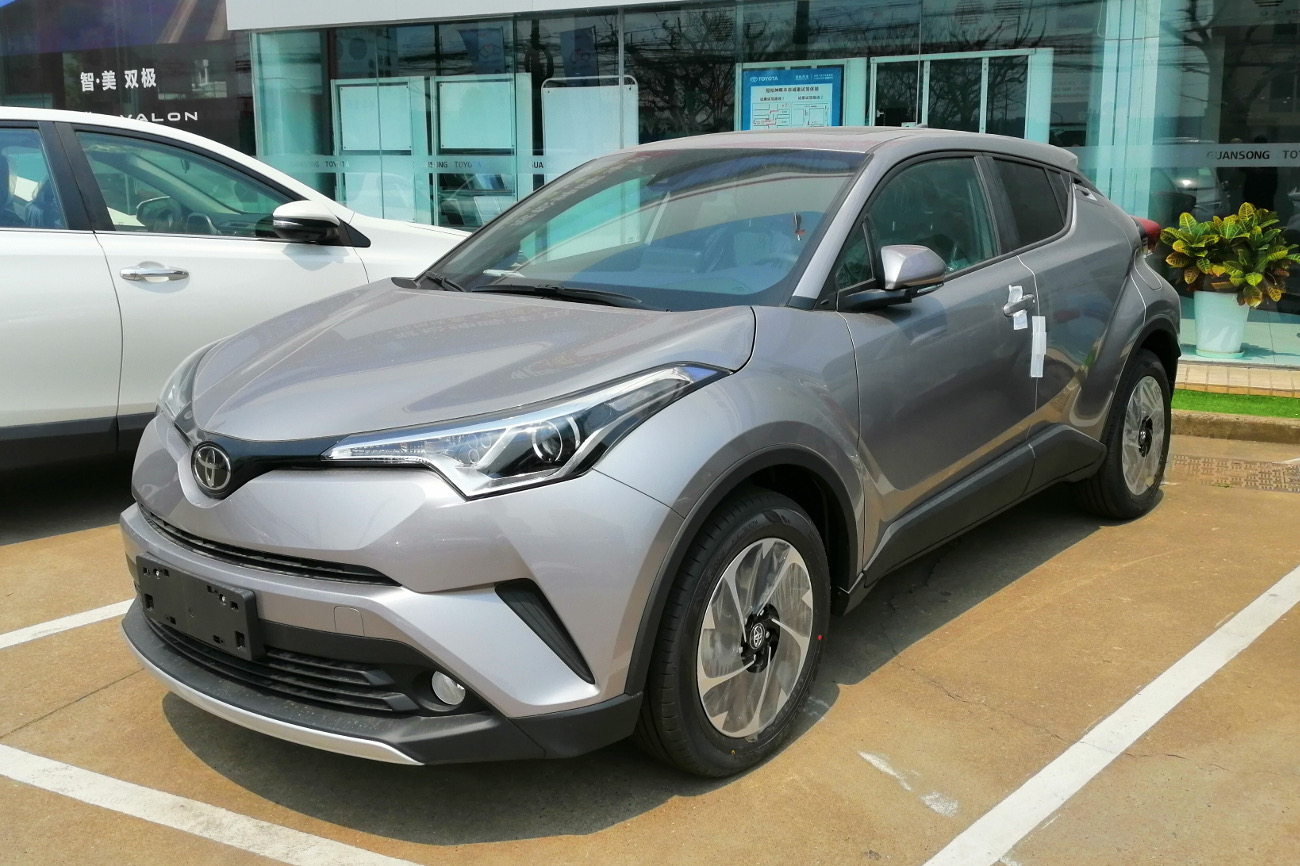
فاو تویوتا ایزوآ (فیس‌لیفت، چین)
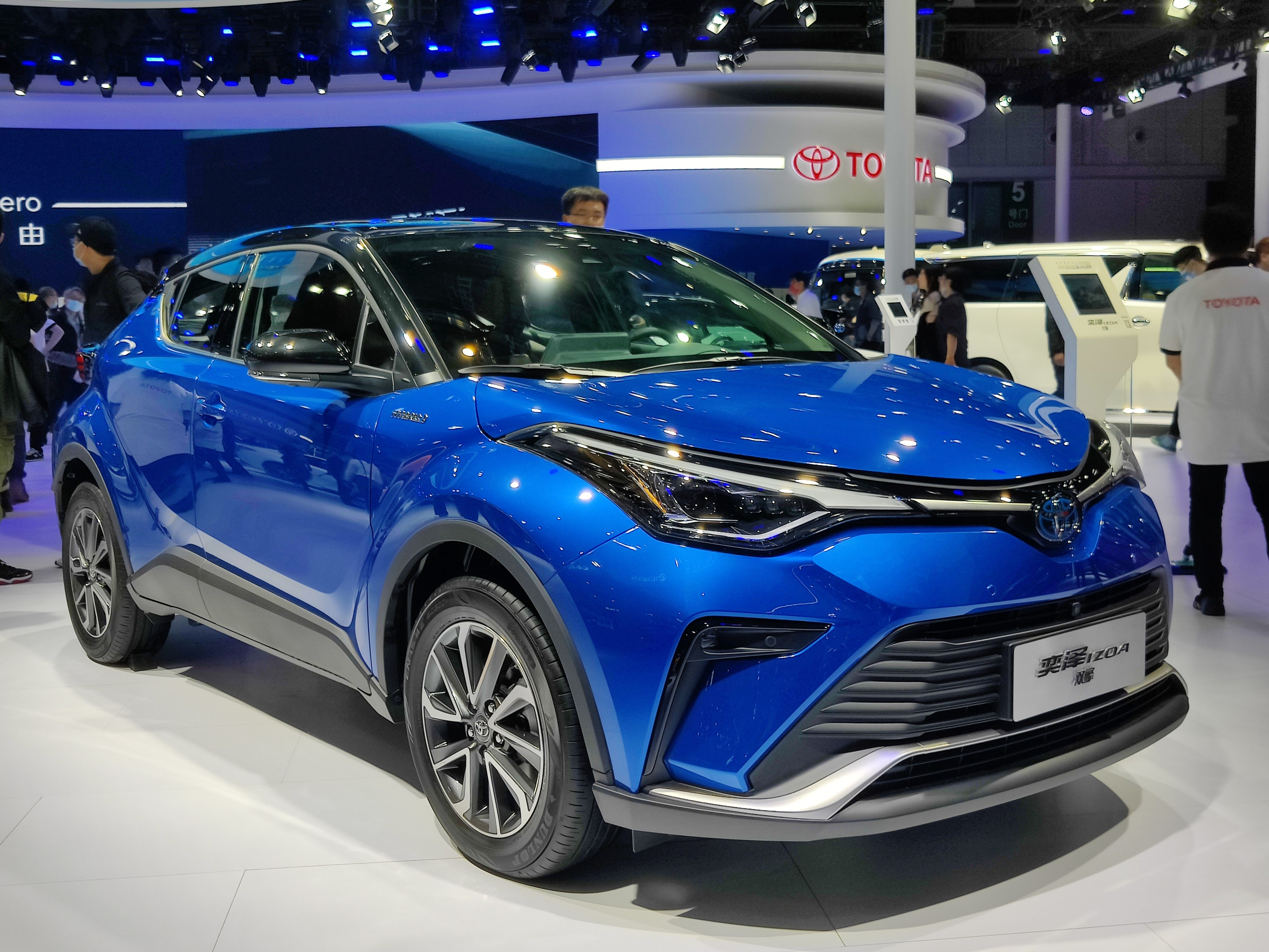
فاو تویوتا ایزوآ هیبریدی (فیس‌لیفت، چین)
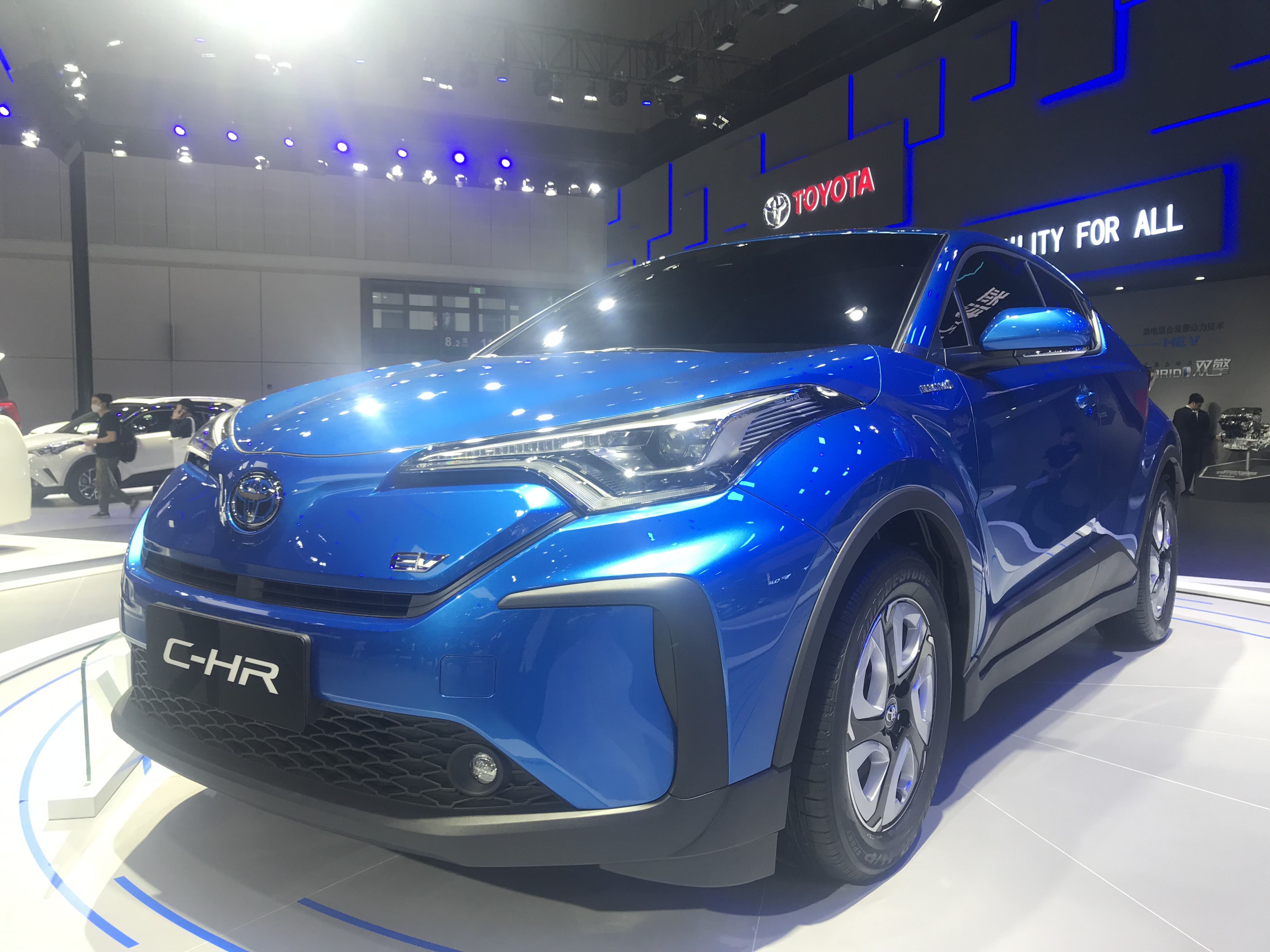
تویوتا سی-اچ‌آر ئی‌وی (چین)
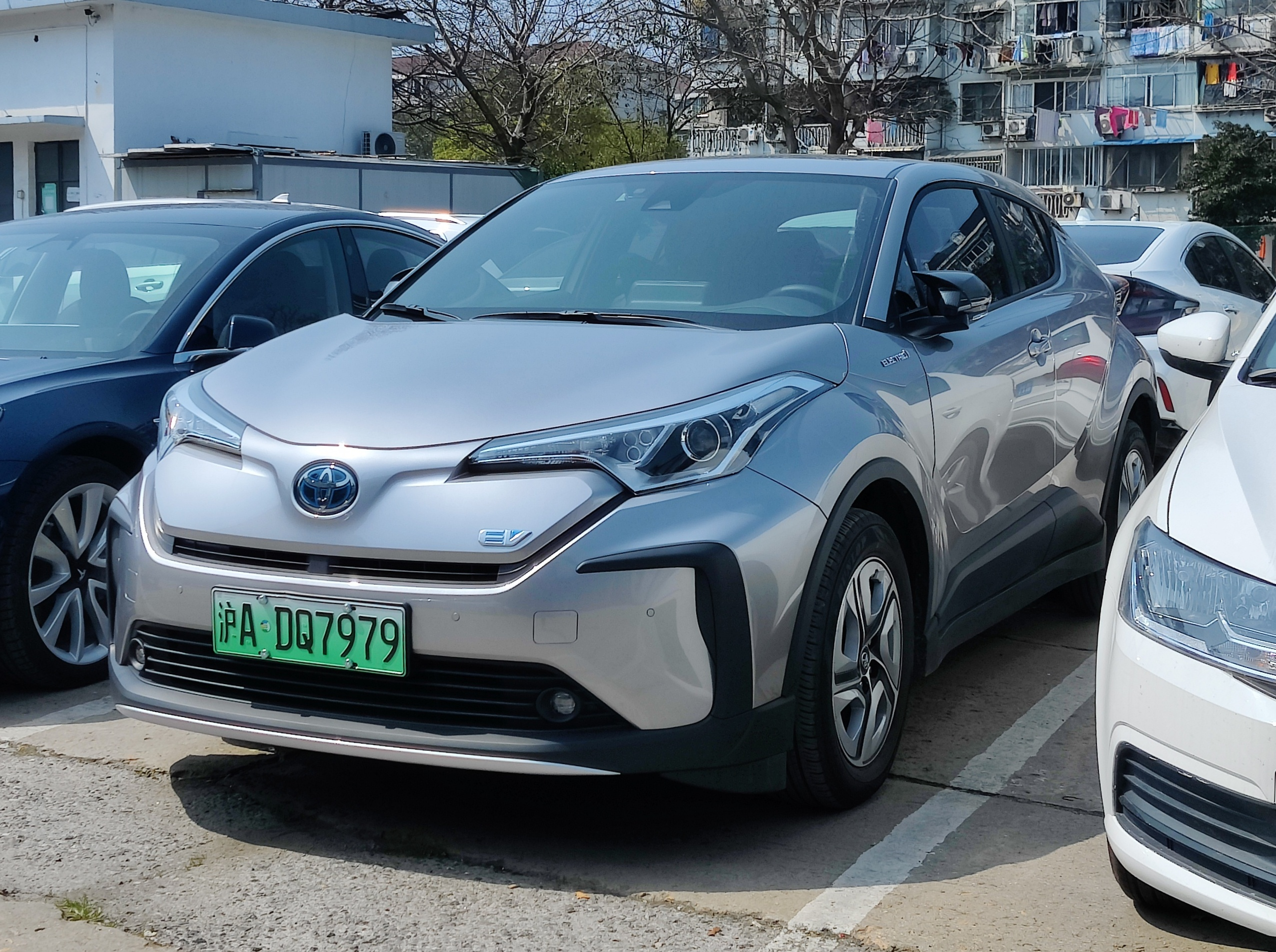
فاو تویوتا ایزوآ ئی‌وی (چین)
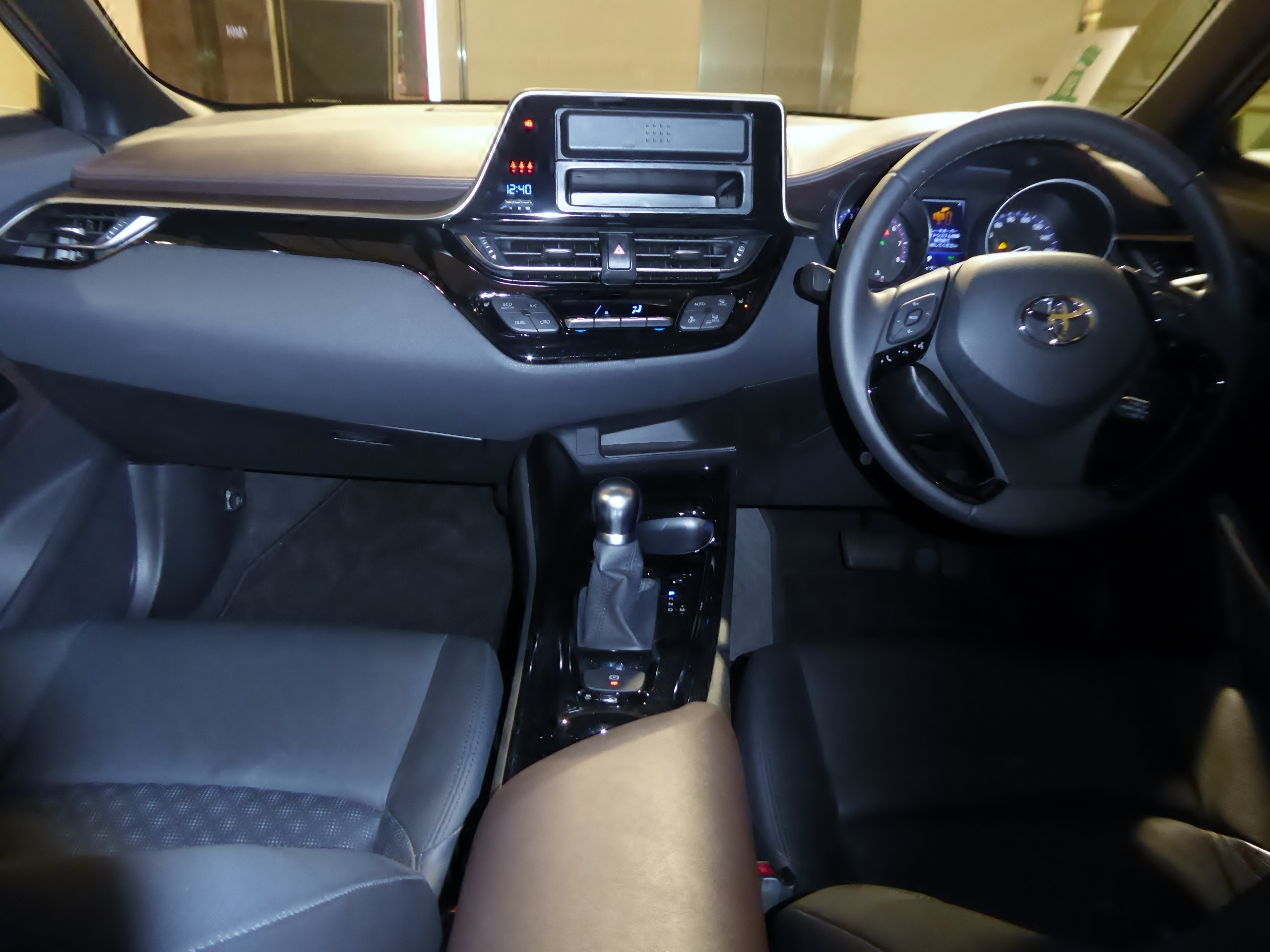
(پیش از فیس‌لیفت، نمای داخل)

## ایمنی

### ASEAN NCAP
| امتیازات ASEAN NCAP | امتیازات ASEAN NCAP |
| ------------------- | ------------------- |
| ستاره‌های کلی        | 5/5 ستاره           |
| سرنشین بزرگسال      | ۳۵٫۸۰/۳۶٫۰۰         |
| سرنشین کودک         | ۴۰٫۸۹/۴۹٫۰۰         |
| کمک ایمنی           | ۱۴٫۹۲/۱۸٫۰۰         |

## فروش
| سال تقویمی | اروپا   | ایالات متحده | مکزیک | ژاپن   | چین (سی-اچ‌آر) | چین (ایزوآ) | تایلند |
| ---------- | ------- | ------------ | ----- | ------ | ------------- | ----------- | ------ |
| ۲۰۱۶       | ۷٬۱۲۳   |              |       |        |               |             |        |
| ۲۰۱۷       | ۱۰۸۱۷۰  | ۲۵۷۵۵        |       | ۱۱۷۲۹۹ |               |             |        |
| ۲۰۱۸       | ۱۳۱٬۳۴۸ | ۴۹٬۶۴۲       | ۳٬۵۰۴ | ۷۶,۷۵۶ | ۲۲۷۲۰         | ۲۹٬۰۸۰      | ۱۵۹۳۰  |
| ۲۰۱۹       | ۱۱۹۷۸۶  | ۴۸۹۳۰        | ۲۶۲۹  | ۵۵,۶۷۶ | ۵۹٬۴۶۱        | ۵۲۹۸۹       |        |
| ۲۰۲۰       | ۱۰۱٬۲۵۲ | ۴۲۹۳۶        | ۱۷۲۱  | ۳۳,۶۷۶ | ۵۵٬۲۴۶        | ۴۵۵۵۴       | ۳,۳۸۱  |